# نور محمد كندي سفلي
نور محمد كندي سفلي هي قرية في مقاطعة بارس أباد، إيران. يقدر عدد سكانها بـ 562 نسمة بحسب إحصاء 2016.